# Marathon Rotterdam 2016

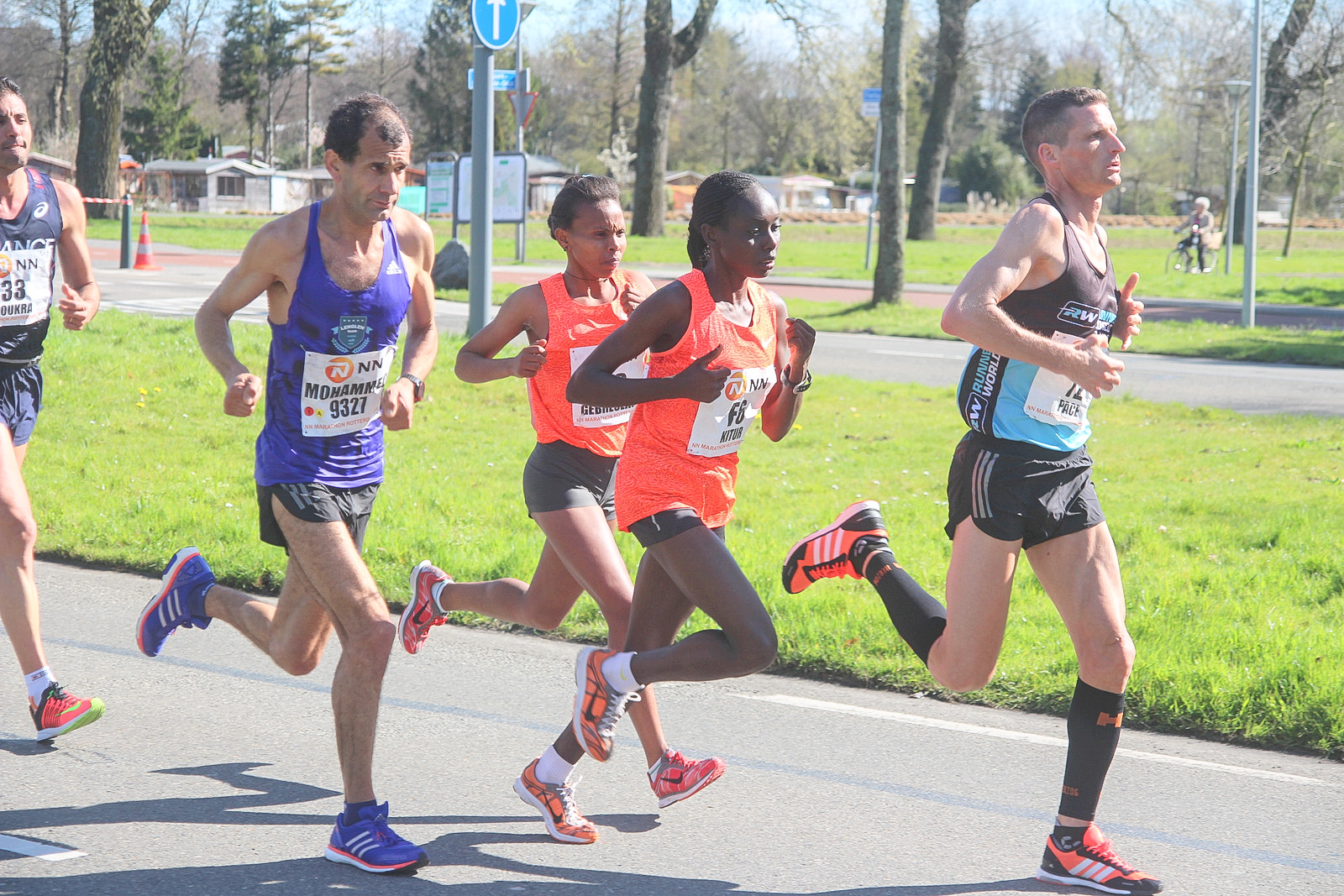
Tijdens de wedstrijd.

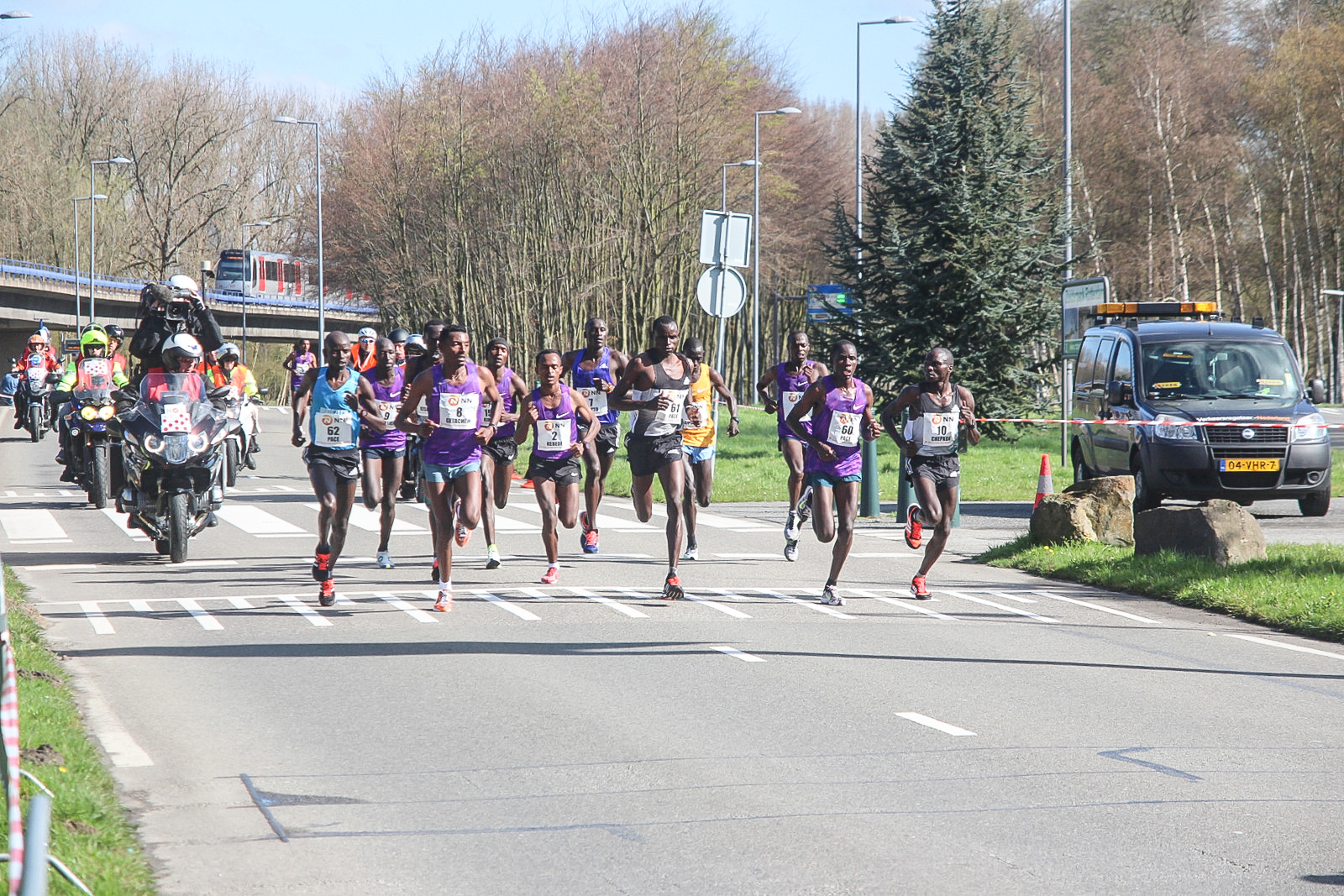
Kopgroep van de mannen.

De NN marathon van Rotterdam werd gehouden op zondag 10 april 2016. Het was de 36e editie van deze marathon. Het evenement vond plaats onder ideale omstandigheden.
De wedstrijd bij de mannen werd gewonnen door Marius Kipserem uit Kenia. Hij zegevierde in 2:06.11. Met deze tijd verbeterde hij zijn persoonlijk record met ruim drie minuten en bleef de Ethiopiër Solomon Deksisa elf seconden voor. De Keniaan Geoffrey Kirui werd derde in 2:07.23. De Ethiopiër Tsegaye Kebede, met een persoonlijk record van 2:04.27, eindigde op een vijfde plaats in 2:10.56. Gezien de ideale weersomstandigheden (nauwelijks wind, temperatuur van circa 10 graden) kende de wedstrijd een teleurstellende afloop met een onbekende winnaar in een tegenvallende tijd.
De Ethiopische Letebrhan Haylay won de wedstrijd bij de vrouwen in 2:26.15. Haar landgenote Sutume Asefa Kebede eindigde als tweede in 2:28.04.
Koen Raymaekers liep lange tijd als eerste Nederlander in de wedstrijd. Hij wilde zich plaatsen voor de Olympische Spelen in Rio de Janeiro door de limiet van 2:11.00 te slechten. Halverwege lag hij nog goed op schema, maar na 32 km moest hij opgeven, omdat zijn chronische kuitblessure te veel ging opspelen. Hij liet optekenen: "In het begin liep ik best relaxed. Maar iets over de helft begonnen mijn kuiten op te spelen. Dan merk je dat je niet meer bezig bent met het volgen van je groepje, maar meer met je kuiten. Ik heb nog geprobeerd om door te gaan. Maar ik had niet op een goede manier kunnen finishen vandaag." Snelste Nederlander werd uiteindelijk Jeroen van Damme, die fungeerde als tempomaker voor de uiteindelijke winnares, in 2:26.18 en een 59e plaats overall.
In totaal finishten er 30.327 lopers bij het evenement dat ook uit andere afstanden bestond dan de marathon:
| naam             | afstand | finishers | extra                 |
| ---------------- | ------- | --------- | --------------------- |
| Marathon         | 42,195  | 12.798    | waarvan 523 studenten |
| 1/4 marathon     | 10,55   | 12.526    | waarvan 959 studenten |
| AD Mini Marathon | 4,2     | 1795      | waarvan 106 studenten |
| NN Kids Run      | 2,5     | 1115      |                       |
| NN Kids Run      | 1,0     | 2093      |                       |
| Totaal           |         | 30.327    |                       |

## Uitslagen

### Mannen
| rang   | naam                      | land | tijd    |
| ------ | ------------------------- | ---- | ------- |
| Goud   | Marius Kipserem           | KEN  | 2:06.11 |
| Zilver | Solomon Deksisa           | ETH  | 2:06.22 |
| Brons  | Geoffrey Kirui            | KEN  | 2:07.23 |
| 4      | Limenih Getachew          | ETH  | 2:08.48 |
| 5      | Tsegay Kebede             | ETH  | 2:10.56 |
| 6      | Allan Kiprono             | KEN  | 2:11.50 |
| 7      | Lani Rutto                | KEN  | 2:11.58 |
| 8      | Christian Pacheco Mendoza | PER  | 2:12.16 |
| 9      | Ayele Abshero             | ETH  | 2:12.18 |
| 10     | Raul Machacuay Huaman     | PER  | 2:13.26 |
| 11     | Mariusz Gizynski          | POL  | 2:14.43 |
| 12     | Mariano Mastromarino      | ARG  | 2:15.27 |
| 13     | Edwin Kemboi              | AUT  | 2:15.47 |
| 14     | Hassan Chahdi             | FRA  | 2:15.59 |
| 15     | Mert Girmaligesse         | TUR  | 2:16.24 |
| 16     | Carmine Buccilli          | ITA  | 2:16.30 |
| 17     | Ercan Muslu               | TUR  | 2:16.45 |
| 18     | Yavuz Agrali              | TUR  | 2:17.15 |
| 19     | Derlys Ayala              | PAR  | 2:17.32 |
| 20     | Serkan Kaya               | TUR  | 2:17.49 |
| 21     | Justin Mahieu             | BEL  | 2:18.13 |
| 22     | Manuel Jesus Cabrera Leal | CHI  | 2:18.16 |
| 23     | Teferi Marhu              | ISR  | 2:18.19 |
| 24     | Ambroise Uwiragyie        | RWA  | 2:18.26 |
| 25     | Leslie Encina             | CHI  | 2:18.45 |

### Vrouwen
| rang   | naam                         | land | tijd    |
| ------ | ---------------------------- | ---- | ------- |
| Goud   | Letebrhan Haylay             | ETH  | 2:26.15 |
| Zilver | Sutume Asefa Kebede          | ETH  | 2:28.04 |
| Brons  | Rebecca Korir                | KEN  | 2:29.16 |
| 4      | Catherine Bertone            | ITA  | 2:30.19 |
| 5      | Wilma Arizapana Yucra        | PER  | 2:31.34 |
| 6      | Azucena Diaz                 | ESP  | 2:31.45 |
| 7      | Inge de Jong                 | NED  | 2:33.20 |
| 8      | Bornes Kitur                 | KEN  | 2:34.25 |
| 9      | Erika Abril Suarez           | COL  | 2:34.28 |
| 10     | Esma Aydemir                 | TUR  | 2:35.22 |
| 11     | Meryem Erdoğan               | TUR  | 2:35.24 |
| 12     | Moreno Mazo Maria Elena      | ESP  | 2:35.36 |
| 13     | Gisela Olalde Granados       | USA  | 2:36.02 |
| 14     | Ana Subotic                  | SRB  | 2:36.51 |
| 15     | Erin Burrett                 | CAN  | 2:37.50 |
| 16     | Chavez Malla Viviana Micaela | ARG  | 2:38.27 |
| 17     | Rosa Liliana Godoy           | ARG  | 2:38.36 |
| 18     | Arenas Maritza               | MEX  | 2:39.38 |
| 19     | Rocio Cantara Rojas          | PER  | 2:40.57 |
| 20     | Karen Van Proeyen            | BEL  | 2:42.13 |
| 21     | Erika Olivera                | CHI  | 2:42.56 |
| 22     | Renée Vranken                | NED  | 2:43.47 |
| 23     | Sophie Le Beherec            | FRA  | 2:44.41 |
| 24     | Karina Elizabeth Neipan      | ARG  | 2:45.01 |
| 25     | Francesca Iachemet           | ITA  | 2:45.55 |

1981 ·
1982 ·
1983 ·
1984 ·
1985 ·
1986 ·
1987 ·
1988 ·
1989 ·
1990 ·
1991 ·
1992 ·
1993 ·
1994 ·
1995 ·
1996 ·
1997 ·
1998 ·
1999 ·
2000 ·
2001 ·
2002 ·
2003 ·
2004 ·
2005 ·
2006 ·
2007 ·
2008 ·
2009 ·
2010 ·
2011 ·
2012 ·
2013 ·
2014 ·
2015 ·
2016 ·
2017 ·
2018 ·
2019 ·
2020 ·
2021 ·
2022 ·
2023 ·
2024